# غراي س. بويس
غراي س. بويس (بالإنجليزية: Gray C. Boyce)‏ هو مؤرخ أمريكي، ولد في 19 فبراير 1899 في سان فرانسيسكو في الولايات المتحدة، وتوفي في 14 مايو 1981.